# Terry Neill
William John Terence "Terry" Neill (ur. 8 maja 1942, zm. 28 lipca 2022) – pochodzący z Irlandii Północnej piłkarz i trener. Występował na pozycji obrońcy.